# Pet Sounds
Pet Sounds è l'undicesimo album studio del gruppo statunitense dei Beach Boys, pubblicato nel 1966 dalla Capitol Records.
Il disco è unanimemente riconosciuto come uno degli album più influenti della storia della musica pop, è spesso stato posto alla prima posizione in numerose classifiche di album migliori di tutti i tempi, come in quella del Times e del New Musical Express. In quella redatta da Rolling Stone l'album si trova al secondo posto.
L'album, che include brani celebri come Wouldn't It Be Nice e God Only Knows, è considerato essenzialmente un lavoro solista di Brian Wilson più che un album vero e proprio dei Beach Boys, e fu creato nel periodo in cui Wilson smise di andare in tour con il gruppo per focalizzare la sua attenzione sulla scrittura e la registrazione dei brani. In Pet Sounds Wilson arriva ad una musica molto più matura e lontanissima dal sound originario, grazie anche alla sperimentazione di strumenti insoliti come campanelli di biciclette, clavicembali, flauti, il Theremin e l'abbaiare dei cani (tra cui Banana, quello di Wilson). Anche la complessità delle già intricate armonie vocali riceve un'ulteriore spinta in avanti con l'impiego di elaborate stratificazioni sonore a formare una sorta di "sinfonia pop barocca".
Nel 2004, Pet Sounds è stato scelto dalla Biblioteca del Congresso tra i cinquanta album da preservare nel National Recording Registry.

## Descrizione
Sloop John B fu registrata alcuni mesi prima delle altre canzoni di Pet Sounds, ma si rivelò poi un punto cruciale per lo sviluppo dell'album. Era una canzone popolare caraibica che Al Jardine aveva suggerito a Brian Wilson. Wilson registrò la base il 12 luglio 1965, ma dopo aver frettolosamente inciso una rozza parte vocale, mise la canzone da parte per dedicarsi a quello che sarebbe poi diventato Beach Boys' Party!.
Paradossalmente, la vera spinta per la realizzazione di Pet Sounds venne da oltreoceano, e precisamente dai Beatles, che nel dicembre 1965 avevano lanciato la versione americana del loro Rubber Soul. Wilson ricordò poi le sue prime impressioni all'ascolto di quell'album:
All'inizio del gennaio 1966 chiamò Tony Asher, un giovane autore che Wilson aveva conosciuto alcuni mesi prima. In meno di dieci giorni, stavano scrivendo insieme. Wilson gli diede le cassette con la musica di alcuni brani che aveva registrato, tra cui una con il titolo provvisorio di In My Childhood. Aveva già le parole, ma Wilson si rifiutò di darle ad Asher e gli chiese di scriverne di nuove. Il risultato fu reintitolato You Still Believe in Me, e, visto il successo che ottenne, fu la prova che Wilson cercava una collaborazione definitiva con Asher.
«La scelta del tono delle parole era quasi sempre sua», disse Asher successivamente, «mentre le parole vere e proprie erano solitamente mie. Ero solo il suo interprete».

### Composizione

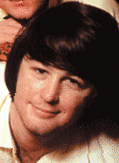
Brian Wilson nel 1966.

La maggior parte delle canzoni furono scritte tra il dicembre 1965 e il gennaio 1966 da Wilson e Asher, anche se I Know There's an Answer fu scritta insieme ad un nuovo collaboratore, Terry Sachen.
Love, insieme a Carl e Dennis Wilson, furono convocati per le loro parti vocali quando tornarono dal loro viaggio in Estremo Oriente. Specialmente Love era contrariato dal fatto che Brian avesse completamente abbandonato le canzoni riguardo alle automobili veloci, alle belle ragazze e alle spiagge assolate, che erano state un caposaldo della loro vendutissima produzione fino ad allora.
Mike Love è accreditato sia sul celeberrimo pezzo d'apertura, Wouldn't It Be Nice, che su I Know There's an Answer e I'm Waiting for the Day. In realtà si ritiene che il vero contributo di Love in Wouldn't It Be Nice sia stato minimo, e secondo Tony Asher, chiamato in causa sotto giuramento in tribunale, consistette solo nei versi: «Good night, my baby/Sleep tight, my baby». I'm Waiting for the Day fu addirittura inizialmente attribuita al solo Wilson. Per quel che riguarda invece I Know There's an Answer, il contributo di Love fu più rilevante, egli infatti convinse Wilson a cambiare il titolo del brano, che in origine si chiamava Hang On to Your Ego, e parte del testo del ritornello stesso, ritenendo che la tematica "drogata" del brano fosse troppo evidente e non consona ad una canzone dei Beach Boys (la versione originale di Hang On to Your Ego fu successivamente inclusa come bonus track nelle ristampe in CD dell'album). Il testo originale creò parecchie controversie con il resto del gruppo. Mike Love spiegò:
Jardine invece sostenne che la decisione finale di cambiare il testo fu di Brian: dato che era soprattutto interessato a cosa ne pensassero gli altri, finì con cambiare le parole a causa delle controversie. Il nuovo testo fu scritto con Terry Sachen, che nel 1966 era il road manager del gruppo.
L'album include anche due complessi pezzi strumentali, la placida e fischiettante Let's Go Away for Awhile in stile Burt Bacharach, e la surfistica Pet Sounds (precedentemente intitolata Run James, Run, titolo che presupponeva l'eventualità di essere proposta come colonna sonora dei film di James Bond). Entrambi i pezzi erano stati registrati solo come basi, ma poi Wilson decise che gli arrangiamenti erano migliori senza voce, e le inserì nell'album. Esisteva anche un terzo strumentale, Trombone Dixie, che però fu inserito solo nell'edizione in compact disc del 1990 come traccia bonus.

### Registrazione

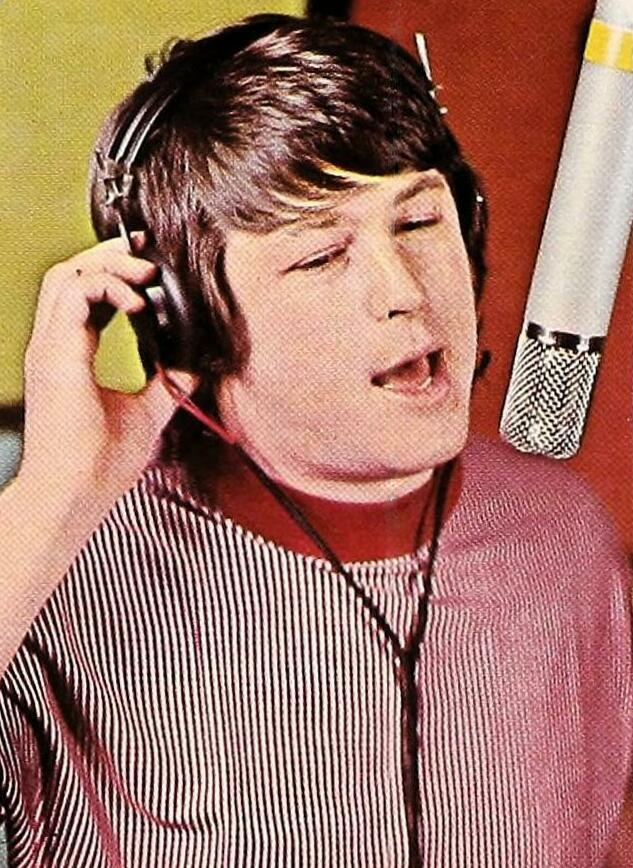
Brian Wilson durante le sessioni di Pet Sounds (1966)

Mentre scriveva canzoni, Wilson registrò anche sei basi per il nuovo materiale tra il gennaio e il febbraio 1966. Quando gli altri Beach Boys tornarono dal loro tour di tre settimane in Giappone e alle Hawaii, si trovarono davanti alcuni pezzi di un nuovo album che era, sotto molti punti di vista, un distacco radicale dal loro precedente lavoro. Sia Wilson che Asher ricordano che ci fu resistenza da parte degli altri membri del gruppo (in particolare Mike Love), ma che alla fine l'entusiasmo di Wilson li convinse a realizzare il progetto.
Tutte le basi per Pet Sounds furono realizzate in un periodo di quattro mesi in alcuni grandi studi di Los Angeles, usando una piccola orchestra formata da session-men molto apprezzati, come il chitarrista jazz Barney Kessel, la bassista Carol Kaye e il batterista Hal Blaine. Tutte le canzoni furono prodotte e arrangiate da Brian Wilson. Co-scrisse anche tutte le canzoni con l'eccezione di Sloop John B, che, essendo un brano tradizionale, aveva solo bisogno di essere arrangiato.
La tecnica di registrazione di Wilson si era sviluppata negli anni e probabilmente raggiunse il suo culmine tra il dicembre 1965 e l'inizio del 1966, proprio con le registrazioni di Pet Sounds. Consisteva principalmente in una rielaborazione del famoso Wall of Sound creato dal rivale Phil Spector, tramite i nuovi registratori Ampex a otto tracce.
Il metodo tipico che Wilson usò per registrare Pet Sounds fu quello di creare prima le basi con l'intera orchestra che suonava dal vivo, per poi aggiungere le parti vocali. Come Spector, Wilson fu un pioniere dell'uso dello studio come strumento: esplorava le nuove combinazioni di suoni che emergevano dall'uso simultaneo di diversi strumenti elettronici e le univa alle voci con eco e riverbero. Spesso raddoppiava le parti di basso, chitarra e tastiere, accorpandole con suoni di strumenti insoliti per inventare nuovi sound. L'apparente semplicità delle canzoni di Wilson è spesso confrontata con i suoi arrangiamenti molto più complessi e avventurosi di quanto ci si aspetti dalla musica pop.

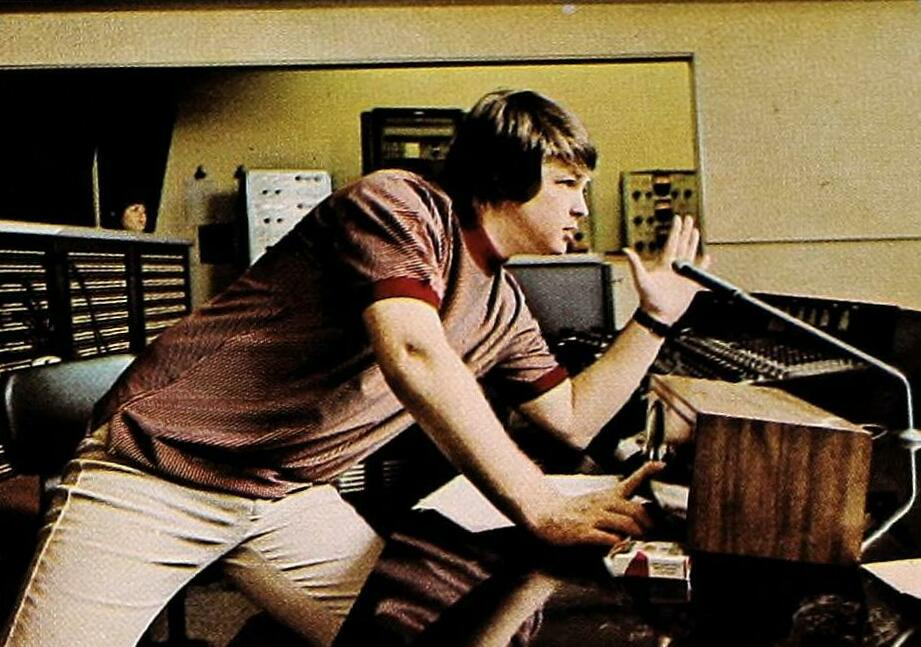
Wilson nello studio di registrazione durante le sessioni dell'album Pet Sounds

Wilson successivamente metteva la base come una delle tracce di un registratore a otto tracce, e dedicava altre sei tracce alle parti vocali di ognuno dei sei membri del gruppo (Bruce Johnston sarebbe diventato membro effettivo poco più tardi), mentre l'ultima traccia veniva solitamente lasciata per gli eventuali abbellimenti.
A dispetto del lungo lavoro realizzato fino ad allora, Wilson poneva poi il brano completo in un'altra traccia singola, come faceva Phil Spector. Questo perché, secondo Wilson, la qualità mono era preferibile in quanto più compatta alle orecchie dell'ascoltatore, e anche perché la maggior parte degli apparecchi di riproduzione domestici ai quei tempi erano monofonici.
Il 15 febbraio 1966 i Beach Boys si recarono allo zoo di San Diego per scattare le foto di copertina dell'album, che era già stato intitolato Pet Sounds. Il nome dell'album e della canzone omonima derivano da una battuta piena di disprezzo che Mike Love fece non appena Brian gli suonò i brani su cui stava lavorando. Mike disse: «Chi ascolterà questa roba? Un cane?»
Due giorni dopo, Wilson si recò di nuovo in studio con una nuova canzone, Good Vibrations. Circa il 23 febbraio, Wilson diede ai manager della Capitol Records una lista provvisoria delle canzoni del nuovo album, che includeva anche Good Vibrations. Wilson continuò ad affinare le canzoni in studio per il resto di febbraio e per marzo; inoltre, con la sorpresa del gruppo, decise che Good Vibrations fosse eliminata dalla scaletta di Pet Sounds, sostenendo che aveva ancora bisogno di tempo per lavorarci. Al Jardine ricorda:
Tutto marzo e l'inizio di aprile furono dedicati alla delicata registrazione delle parti vocali mancanti. Si rivelò un processo lungo ma molto preciso. Mike Love più tardi disse:

### Titolo e copertina

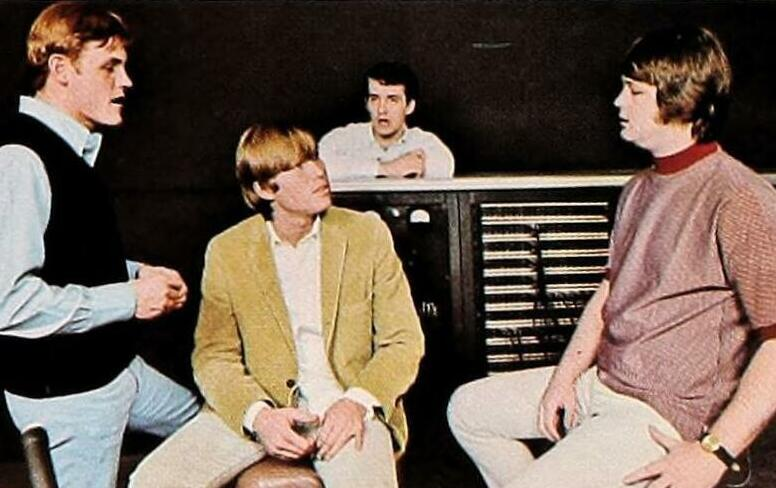
Da sinistra: Bruce Johnston, Terry Melcher, Tony Asher e Brian Wilson in studio durante le sessioni di Pet Sounds all'inizio del 1966

Sia le origini che il significato del titolo dell'album non sono stati mai ben chiariti. Nella sua autobiografia del 1991 intitolata Wouldn't It Be Nice, Brian Wilson asserisce che il titolo fu ispirato ai commenti negativi fatti da Mike Love al materiale di Pet Sounds dopo una seduta di registrazione particolarmente difficile e litigiosa. Secondo Wilson, Love avrebbe affermato: «Who's gonna hear this shit? The ears of a dog?» ("Chi ascolterà questa merda? Le orecchie di un cane?").
Brian Wilson affermò che il titolo era anche una sorta di "omaggio" a Phil Spector perché le parole "pet" e "sounds" hanno le stesse iniziali del nome del produttore.
Anche Mike Love ha dato la sua versione circa la genesi del titolo: «Eravamo in piedi nel corridoio di uno degli studi di registrazione, il Western o il Columbia, e non avevamo ancora un titolo per l'album. Avevamo fatto delle foto allo zoo... e c'erano dei versi di animali sul disco, e quindi pensammo, beh, è la nostra musica preferita del momento, così dissi: Perché non lo chiamiamo "Pet Sounds"?»
Il 15 febbraio 1966, il gruppo si recò allo zoo di San Diego per posare per le fotografie della copertina del nuovo album. L'autore delle foto fu George Jerman. Secondo le note interne presenti nell'edizione in CD di Pet Sounds, la foto dei Beach Boys che danno da mangiare ad un gruppo di caprette, giocò un ruolo fondamentale nella scelta definitiva del titolo Pet Sounds ("Suoni animali").

## Pubblicazione
A metà di aprile Pet Sounds era completo ed era stato presentato alla Capitol, che in realtà prese seriamente in considerazione l'idea di non pubblicare il disco. Caroline, No fu pubblicata come primo singolo, stranamente a nome del solo Brian Wilson. La canzone raggiunse la 34ª posizione nelle classifiche statunitensi.
Sloop John B ebbe un successo eccezionale, arrivando al 3º posto negli Stati Uniti e al 2° nel Regno Unito. Wouldn't It Be Nice si classificò all'8ª posizione delle scalette americane. Il suo lato B, God Only Knows, fu un altro numero 2 in Gran Bretagna, ma arrivò solo al 39º posto in patria. L'album arrivò anche al 10º posto nella Billboard 200, mentre in Australia fu pubblicato sotto il nome di The Fabolous Beach Boys.
Il grande successo di Pet Sounds si ebbe nel Regno Unito, dove l'album raggiunse il 2º posto delle classifiche. Parte di questo successo è dovuto anche all'industra discografica inglese, che accolse l'album senza rivalità. Paul McCartney parlò spesso dell'influenza di Pet Sounds sul lavoro dei Beatles.
In ogni modo, come Beach Boys' Party!, Pet Sounds non riuscì ad ottenere il disco d'oro quando venne pubblicato, cosa che deluse profondamente Wilson, e che è in parte da attribuire alla Capitol Records che non pubblicizzò l'album così intensamente come aveva fatto con i precedenti. Pet Sounds raggiunse comunque l'oro e il platino nel 2000.

## Accoglienza
| Recensione           | Giudizio       |
| -------------------- | -------------- |
| AllMusic             |                |
| Ondarock             | Pietra miliare |
| Rolling Stone        |                |
| Il Mucchio Selvaggio |                |
| Mojo                 |                |
| Piero Scaruffi       | 7/10           |

Anche se Pet Sounds non vendette mai come i primi album dei Beach Boys, è stato un album influente fin dal momento in cui fu pubblicato (lo stesso giorno di un altro importante disco come Blonde on Blonde di Bob Dylan). Non appena arrivato in Gran Bretagna, fu lodato sia dai critici che da moltissimi artisti pop contemporanei. I Beatles, per esempio, dissero che Pet Sounds era stato una delle maggiori influenze per la realizzazione di Sgt. Pepper's Lonely Hearts Club Band, e Paul McCartney lo ha ripetutamente menzionato come uno dei suoi album preferiti (con God Only Knows come sua canzone preferita), completando un cerchio che iniziò con l'importanza dei Beatles per Brian Wilson. McCartney disse:
Il produttore dei Beatles George Martin disse che senza Pet Sounds, Sgt. Pepper's non sarebbe mai stato realizzato: Pepper era un tentativo di eguagliare Pet Sounds.
Altri artisti, come Eric Clapton, Bob Dylan ed Elton John sostennero di considerare l'album una enorme svolta nella storia della musica, e di aver cambiato il modo di comporre canzoni o registrare dopo averlo ascoltato.

### Riconoscimenti
| Fonte                           | Paese       | Riconoscimento                                             | Anno | Posizione |
| ------------------------------- | ----------- | ---------------------------------------------------------- | ---- | --------- |
| The Times                       | Regno Unito | The 100 Best Albums of All Time                            | 1993 | 1         |
| New Musical Express             | Regno Unito | New Musical Express Writers Top 100 Albums                 | 1993 | 1         |
| Mojo                            | Regno Unito | Mojo's 100 Greatest Albums of All Time                     | 1995 | 1         |
| The Guardian                    | Regno Unito | 100 Best Albums Ever                                       | 1997 | 6         |
| Channel 4                       | Regno Unito | The 100 Greatest Albums                                    | 1997 | 33        |
| Grammy Awards                   | Stati Uniti | Grammy Hall of Fame Award                                  | 1998 | *         |
| Virgin                          | Regno Unito | The Virgin Top 100 Albums                                  | 2000 | 18        |
| Ezio Guaitamacchi               | Italia      | 100 dischi ideali per capire il rock                       | 2000 | *         |
| VH1                             | Regno Unito | VH1's Greatest Albums Ever                                 | 2001 | 3         |
| BBC                             | Regno Unito | BBC 6 Music: Best Albums of All Time                       | 2002 | 11        |
| Il Mucchio Selvaggio            | Italia      | Rock: I 500 dischi fondamentali                            | 2002 | *         |
| Rolling Stone                   | Stati Uniti | The 500 Greatest Albums of All Time                        | 2003 | 2         |
| Jim DeRogatis                   | Stati Uniti | One Hundred and Ninety Eight Albums You Can't Live Without | 2003 | 2         |
| Robert Dimery                   | Stati Uniti | 1001 Albums You Must Hear Before You Die                   | 2006 | *         |
| Time Magazine                   | Stati Uniti | The All-TIME 100 Albums                                    | 2006 | *         |
| Q                               | Regno Unito | Q Magazine's 100 Greatest Albums Ever                      | 2006 | 12        |
| The Observer                    | Regno Unito | The 50 Albums That Changed Music                           | 2006 | 10        |
| Gino Castaldo & Ernesto Assante | Italia      | 33 dischi senza i quali non si può vivere                  | 2007 | *         |
| Blow Up                         | Italia      | I 600 dischi fondamentali di Blow Up                       | 2008 | *         |
| Uncut                           | Regno Unito | 200 Greatest Albums of All Time                            | 2015 | 1         |
| Pitchfork                       | Stati Uniti | The 200 Best Albums of the 1960's                          | 2019 | 2         |

(*) indica l'inclusione senza una posizione specifica

## Tracce
Lato A
1. Wouldn't It Be Nice (Wilson, Asher, Love) - 2:22
2. You Still Believe in Me (Wilson, Asher) - 2:30
3. That's Not Me (Wilson, Asher) - 2:27
4. Don't Talk (Put Your Head on My Shoulder) (Wilson, Asher) - 2:51
5. I'm Waiting for the Day (Wilson, Love) - 3:03
6. Let's Go Away for Awhile (Wilson) - 2:18
7. Sloop John B (trad. arr. B. Wilson, Jardine) - 2:56

Lato B
1. God Only Knows (Wilson, Asher) - 2:49
2. I Know There's an Answer (Wilson, Sachen, Love) - 3:08
3. Here Today (Wilson, Asher) - 2:52
4. I Just Wasn't Made for These Times (Wilson, Asher) - 3:11
5. Pet Sounds (Wilson) - 2:20
6. Caroline, No (Wilson, Asher) - 2:52

### Bonus tracks CD 1990
- Unreleased Backgrounds (B. Wilson) - 0:50
- Hang on to Your Ego (B. Wilson/Sachen/Love) - 3:18
- Trombone Dixie (B. Wilson) - 2:53

### Bonus track CD 2001
- Hang on to Your Ego (B. Wilson/Sachen/Love) - 3:20

## Formazione

### Gruppo
The Beach Boys
- Brian Wilson - voce, organo, basso, pianoforte
- Mike Love - voce, cori
- Al Jardine - voce, cori, tamburello
- Bruce Johnston - cori
- Carl Wilson - chitarra 12 corde, voce
- Dennis Wilson - batteria, voce

### Altri musicisti
- Arnold Belnick - violino
- Chuck Berghofer - contrabbasso
- Hal Blaine - batteria, percussioni
- Norman Botnick - viola
- Kyle Burkett - chitarra
- Glen Campbell - chitarra
- Frank Capp - percussioni
- Al Casey - chitarra
- Ray Caton - tromba
- Jerry Cole - chitarra
- Gary Coleman - percussioni
- Mike Deasy - chitarra
- Al de Lory - pianoforte, clavicembalo, organo
- Joseph DiFiore - viola
- Justin DiTullio - violoncello
- Steve Douglas - sassofono, clarinetto, flauti, percussioni
- Jesse Erlich - violoncello
- Carl Fortina - fisarmonica
- Ritchie Frost - batteria, percussioni
- James Getzoff - violino
- Jim Gordon - batteria, percussioni
- Bill Green - sassofono, flauti, percussioni
- Leonard Hartman - corno inglese, clarinetto
- Jim Horn - sassofono, flauti
- Paul Horn - sassofono
- Harry Hyams - viola
- Jules Jacob - flauti
- Plas Johnson - sassofono, percussioni
- Carol Kaye - basso
- Barney Kessel - chitarra, mandolino
- Bobby Klein - sassofono
- Larry Knetchel - organo
- William Kurasch - violino
- Leonard Malarsky - violino
- Frank Marocco - fisarmonica
- Gail Martin - trombone
- Nick Martinis - batteria
- Andrew Maxson - basso
- Terry Melcher - tamburello
- Mike Melvoin - clavicembalo
- Jay Migliori - sassofono, clarinetto, flauti
- Tommy Morgan - armonica a bocca
- Jack Nimitz - sassofono
- Bill Pitman - chitarra
- Ray Pohlman - mandolino, chitarra, basso
- Don Randi - pianoforte
- Jerome Reisler - violino
- Lyle Ritz - contrabbasso, ukulele
- Alan Robinson - corno francese
- Joseph Saxon - violoncello
- Ralph Schaffer - violino
- Sid Sharp - violino
- Billy Strange - chitarra
- Ron Swallow - tamburello
- Ernie Tack - trombone
- Paul Tanner - Theremin
- Darrel Terwilliger - viola
- Tommy Tedesco - chitarra
- Julius Wetcher - percussioni
- Jerry Williams - percussioni
- Tibor Zelig - violino

### Altri crediti
- Ralph Balantin - ingegnere del suono
- Bruce Botnick - ingegnere del suono
- Chuck Britz - ingegnere del suono
- H. Bowen David - ingegnere del suono
- Larry Levine - ingegnere del suono

## Classifiche
| Classifica (2021) | Posizione massima |
| ----------------- | ----------------- |
| Grecia            | 5                 |